# 擬菌病毒科
擬菌病毒科（學名：Mimiviridae）是核質巨DNA病毒的一個科，成員均為巨大病毒，包含拟菌病毒、Klosneuvirus、餐厅虫病毒（Cafeteriavirus）、图邦病毒等，可能還包含許多目前被歸在藻類去氧核糖核酸病毒科的病毒。本科病毒的天然宿主的範圍甚廣，包括變形蟲、定鞭藻門、綠藻門、古蟲界與不等鞭毛類等真核生物的不同類群，甚至可能包含能感染動物（鱘魚）的Namao病毒，亦有在人體中被發現的紀錄。

## 特色
擬菌病毒科的病毒外型為二十面體，直徑約400奈米，基因組為不分段的線性雙股DNA，長度370kb－1.51Mb。
擬菌病毒科的病毒常與噬病毒體和转座病毒体等元件共同出現，且本科病毒基因組中，早期轉錄的基因之啟動子中常有AAAATTGA的序列，基因的轉錄常以莖環結構終止，且許多病毒具有編碼氨酰-tRNA合成酶的基因，為此類病毒的重要特色，其中图邦病毒的基因組中甚至有多達20種不同氨酰-tRNA合成酶的基因；多數本科病毒亦具有一種麩醯胺酸依賴型天門冬醯胺合成酶（glutamine-dependent asparagine synthetase, AsnS）的基因；此外已知的所有本科病毒都具有MutS7基因，該基因存在所有生物中，編碼一種參與DNA错配修复的蛋白質，但不見於其他類病毒中，而本科病毒的MutS7基因與Ε-變形菌和八放珊瑚之粒線體中的MutS7基因較為接近。

## 註腳
1. ↑  其中图邦病毒帶有長形的柱狀尾部構造[3]。